# Cantonul Auch-Sud-Ouest
Cantonul Auch-Sud-Ouest este un canton din arondismentul Auch, departamentul Gers, regiunea Midi-Pyrénées, Franța.

## Comune
| Comune               | Populație (1999) | Cod poștal | Cod INSEE |
| -------------------- | ---------------- | ---------- | --------- |
| Auch                 | 21 838 (1)       | 32000      | 32013     |
| Barran               | 671              | 32350      | 32029     |
| Le Brouilh-Monbert   | 212              | 32350      | 32065     |
| Durban               | 162              | 32260      | 32118     |
| Lasséran             | 256              | 32550      | 32200     |
| Lasseube-Propre      | 237              | 32550      | 32201     |
| Pavie                | 2 222            | 32550      | 32307     |
| Saint-Jean-le-Comtal | 348              | 32550      | 32381     |